# Boxe aux Jeux asiatiques de 1974
Navigation
Édition précédente Édition suivante
Les compétitions de boxe anglaise des Jeux asiatiques 1974 se sont déroulées du 1er au 16 septembre à Téhéran, Iran.

## Résultats

### Podiums
| Catégories                    | Or                  | Argent           | Bronze                                    |
| Poids mi-mouches (-48 kg)     | Park Chan-hee       | Abdolreza Ansari | Noboru Uchiyama Kim U-gil                 |
| Poids mouches (-51 kg)        | Gu Yong-ju          | Hwang Chul-soon  | Kiyoyasu Uezu Chandra Narayanan           |
| Poids coqs (-54 kg)           | Hitoshi Ishigaki    | Jung Yong-hwan   | Hamlet Minasian Buyangiin Ganbat          |
| Poids plumes (-57 kg)         | Yoo Jong-man        | Jabbar Feli      | Arin Seubsanon Willie Lucas               |
| Poids légers (-60 kg)         | Kim Tae-ho          | Sodnomyn Gombo   | Hossein Madardoust Munisvamy Venu         |
| Poids super-légers (-63,5 kg) | Ro Yong-so          | Park Tae-shik    | Satoshi Fukuda Farshid Enteghami          |
| Poids welters (-67 kg)        | Kim Ju-seok         | Yoshifumi Seki   | Ahmad Poureftekhari Frans van Bronckhorst |
| Poids super-welters (-71 kg)  | Sharif Delaram      | Jang Ho-ryon     | Nicolas Aquilino Siraj-ud-Din             |
| Poids moyens (-75 kg)         | Kim Sung-chul       | Major Singh      | Habib-ur-Rehman Vartex Parsanian          |
| Poids mi-lourds (-81 kg)      | Masis Hambarsounian | Mehtab Singh     | Khalid Hussain                            |
| Poids lourds (+81 kg)         | Abdolreza Andaveh   | Til Bahadur Bura | Sowar Shah                                |

### Tableau des médailles
| Place | Pays              |    |    |    | Total |
| ----- | ----------------- | -- | -- | -- | ----- |
| 1     | Corée du Sud      | 5  | 2  | 0  | 7     |
| 2     | Iran              | 3  | 2  | 5  | 10    |
| 3     | Corée du Nord     | 2  | 2  | 1  | 5     |
| 4     | Japon             | 1  | 1  | 3  | 5     |
| 5     | Inde              | 0  | 3  | 2  | 5     |
| 6     | Mongolie          | 0  | 1  | 1  | 2     |
| 7     | Pakistan          | 0  | 0  | 4  | 4     |
| 8     | Philippines       | 0  | 0  | 2  | 2     |
| 9     | Indonésie         | 0  | 0  | 1  | 1     |
| 9     | Thaïlande         | 0  | 0  | 1  | 1     |
| Total | 10 pays médaillés | 11 | 11 | 20 | 42    |